# Ярков, Сергей Иванович
Сергей Иванович Ярков (укр. Сергій Іванович Ярков; 2 мая 1970) — украинский футболист.

## Игровая карьера
Играл в высшей лиге чемпионата Украины в «Эвисе» (1992 год, 10 матчей) и тернопольской «Ниве» (1994 год, 5 матчей). Также играл в первой лиге за «Артанию», во второй — за «Таврию»/«Водник» (Херсон) и «Олимпию ФК АЭС».